# Saab Sonett

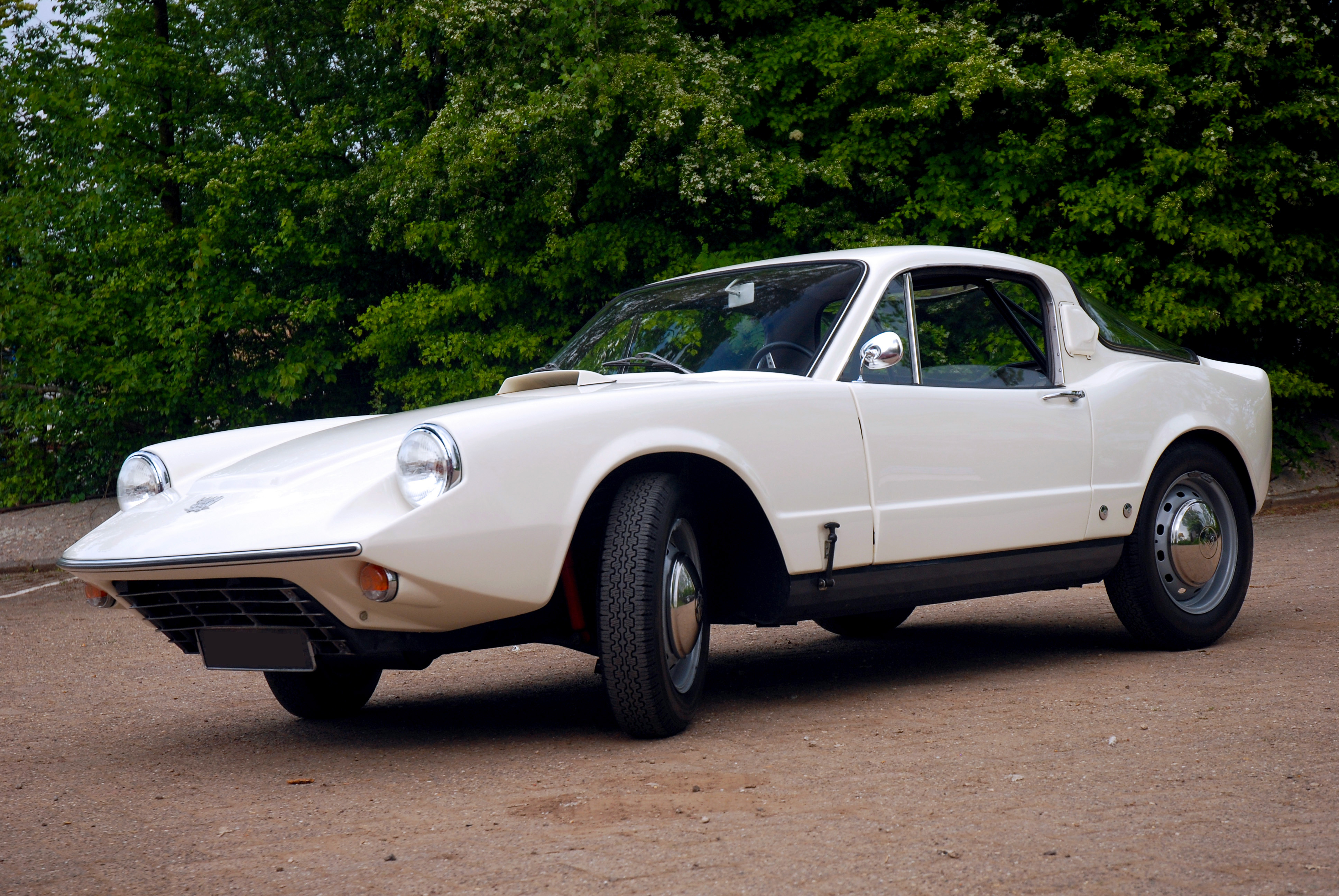
Saab Sonett II (1966–1970)

Sonett war die Bezeichnung für drei Sportwagentypen des schwedischen Automobilherstellers Saab. Sie wurden zwischen 1955 und 1974 hergestellt.

## Modellgeschichte

### Sonett I
Mitte der 1950er-Jahre startete Saab ein Entwicklungsprogramm für den Sportbereich und entwarf den Saab Sonett I (94), der 1955 auf dem Stockholmer Automobilsalon vorgestellt und bis Anfang 1957 gefertigt wurde. Die Leichtbaukonstruktion mit Leichtmetall-Monocoque bestand aus genieteten Aluminiumplatten. Der Motor, ein 3-Zylinder-Zweitaktmotor mit 748 cm³ Hubraum und (leistungsgesteigerten) 57,5 PS, stammte aus dem Saab 93. Das maximale Drehmoment betrug 88 Nm bei 3500/min. Die Höchstgeschwindigkeit des knapp 500 kg leichten Wagens lag bei 160 km/h. Es wurden nur sechs Fahrzeuge hergestellt. Der Wagen war 3480 mm lang, 1420 mm breit und 825 mm hoch. Der Radstand betrug 2210 mm.

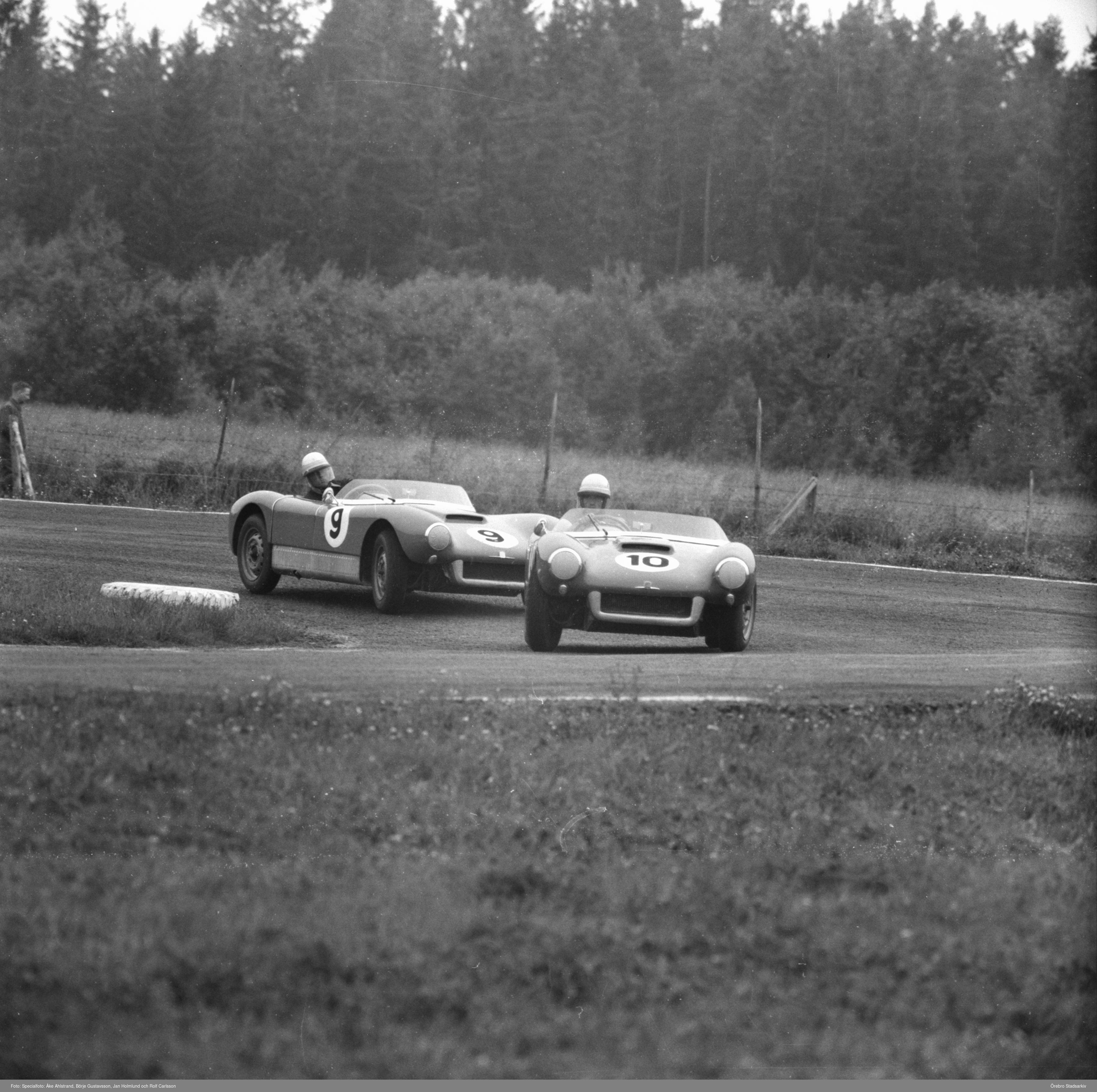
Zwei SAAB-Sonett in hartem Kampf, 1957. Gelleråsen, Karlskoga.

### Sonett II
Der Saab 97 Sonett II wurde 1965 in Gestalt eines Prototyps von Saab angekündigt mit der Anmerkung, dass in den USA Nachfrage nach einem solchen Fahrzeug bestünde. Er wurde von 1966 bis 1970 in Serie hergestellt, zunächst mit dem 748 cm³ großen 3-Zylinder-Zweitaktmotor des Saab 96, dessen Leistung im Vergleich zur Sportausführung des 96 nochmals auf 60 PS bei 5200/min angehoben wurde, und bestückt mit drei Solexvergasern eine Höchstgeschwindigkeit von ca. 150–160 km/h ermöglichte und den Wagen in 12,5 s von 0 auf 100 km/h beschleunigte. Das maximale Drehmoment betrug 94,2 Nm bei 4000/min. Weiterhin war ein 841 cm³ großer 3-Zylinder im Angebot. Das kleine Coupé (Länge: 3784 mm, Breite: 1447 mm, Höhe: 1168 mm) hatte eine GFK-Karosserie, das Leergewicht betrug ca. 660 kg. 1965 wurde ein weiterer Prototyp vorgestellt, der jedoch nicht in Serie ging, mit einer auf 4,15 m verlängerten GFK-Karosserie. Außerdem gab es den Sonett 97 (II) noch als Sonett V4 mit dem Ford-Taunus-V4-Motor, der aus 1498 cm³ Hubraum 65 PS (bei 4700/min) Leistung schöpfte. Das maximale Drehmoment betrug in dieser Version 115 Nm bei 2500/min. Die Höchstgeschwindigkeit lag bei 160 km/h, der Wagen beschleunigte in 12,5 Sekunden von 0 auf 100 km/h und wog leer ca. 770 kg. Insgesamt wurden 1868 Stück hergestellt, 258 Fahrzeuge mit dem 3-Zylinder-Motor und 1610 Fahrzeuge mit dem Ford-V4-Motor.

### Sonett III
Das Turiner Designunternehmen Coggiola überarbeitete 1969 die Karosserie des Sonett Saab ein weiteres Mal. So entstand der Sonett III, ausgestattet mit dem gleichen V4-Motor von Ford. Er wurde von 1970 bis 1974 hergestellt. 1971 wurde der Hubraum auf 1699 cm³ erhöht. Die Leistung blieb bei 65 PS. Der Wagen war 3900 mm lang, 1500 mm breit und 1190 mm hoch. Der Sonett III war der erste Saab der V4-Reihe mit am Boden montiertem Schalthebel. Der Strömungswiderstandskoeffizient betrug 0,31. Wegen seines hohen Verkaufspreises fand der Sonett III weniger Käufer als erhofft, die amerikanischen Abgas- und Sicherheitsgesetze führten schließlich zur Einstellung der Produktion nach nur 8351 Fahrzeugen. Der erfolgreichste Jahrgang des Saab 97 war auch sein letzter. 1974 wurden 2483 Sonett hergestellt. Die Auflistung aller Chassisnummern sind im Saab-Ersatzteilkatalog dokumentiert.

## Bilder

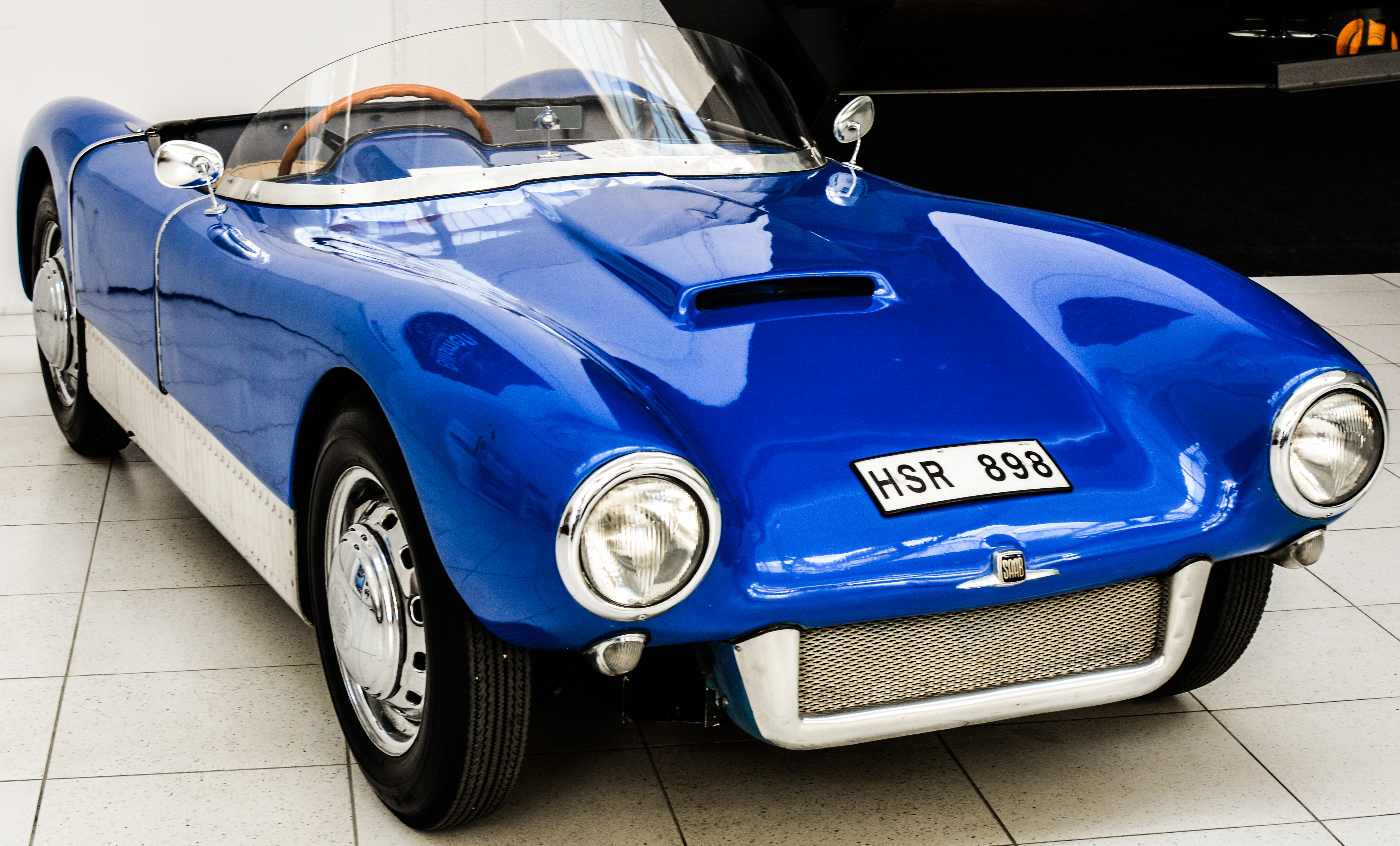
Saab Sonett I (1955–1957)
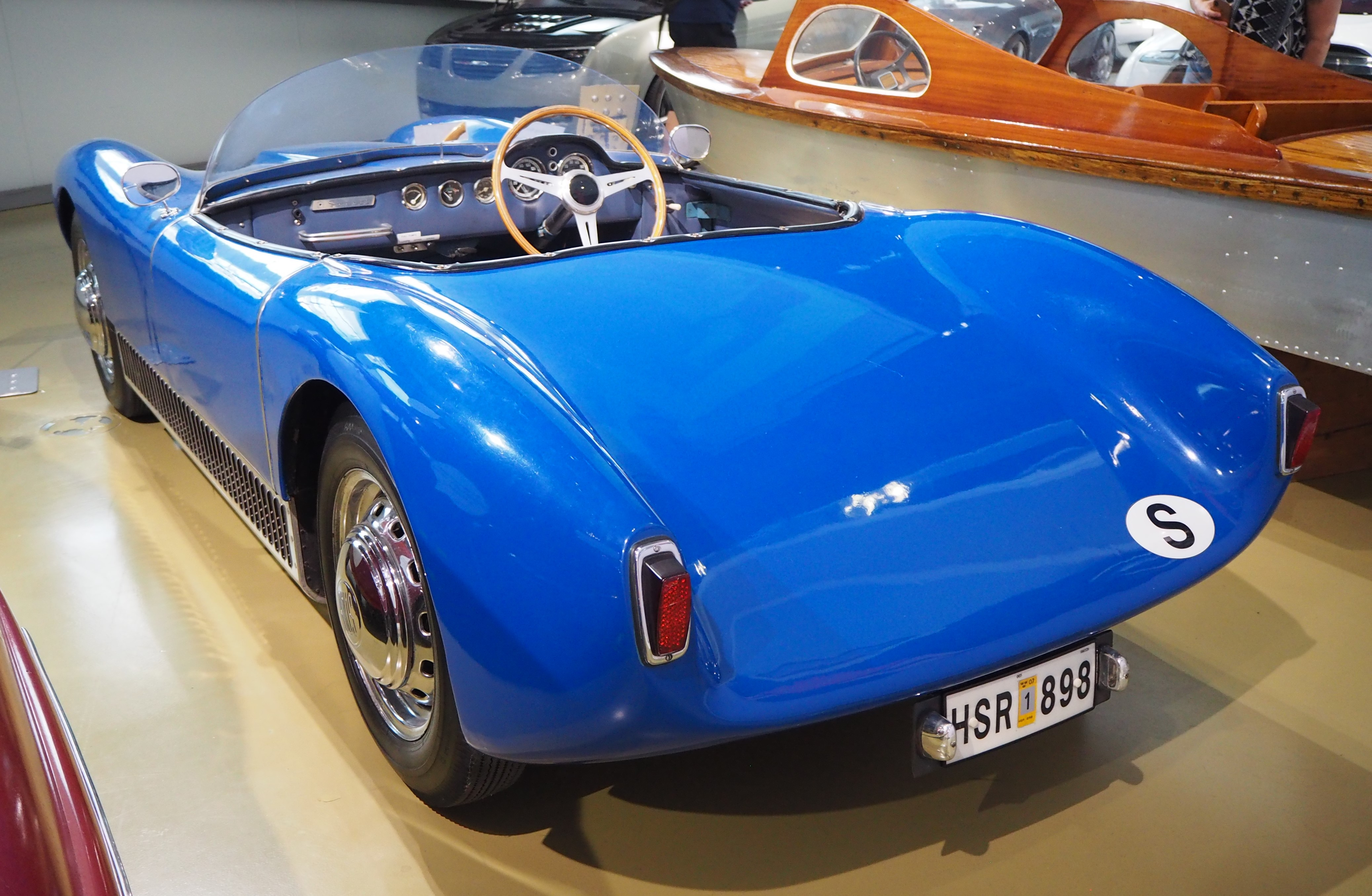
Heckansicht Sonett I
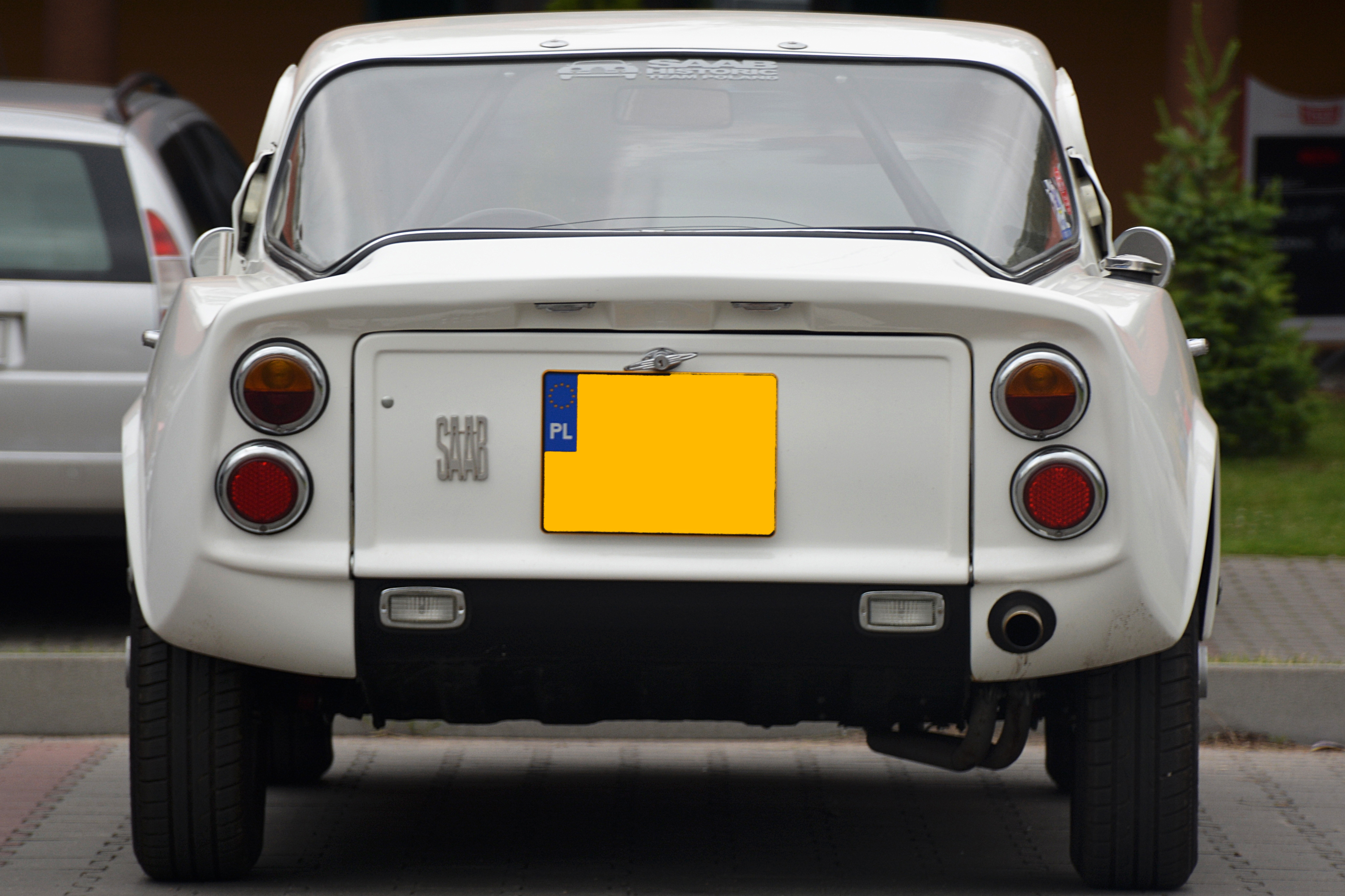
Heckansicht Saab Sonett II
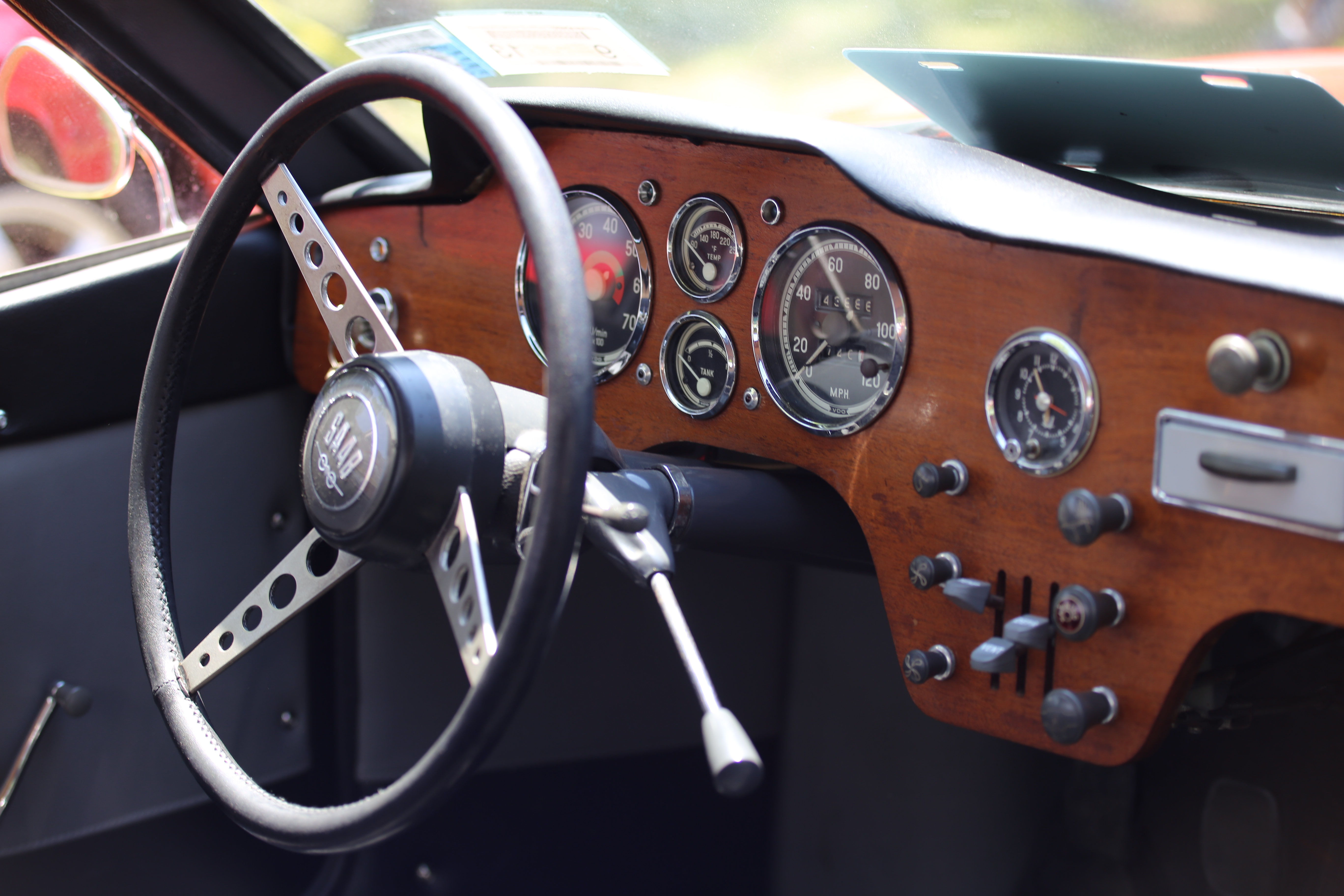
Armaturentafel Sonett II
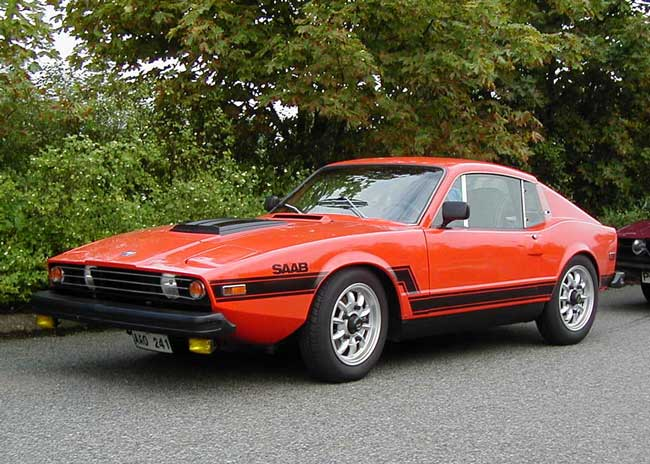
Saab Sonett III V4 (1970–1974)
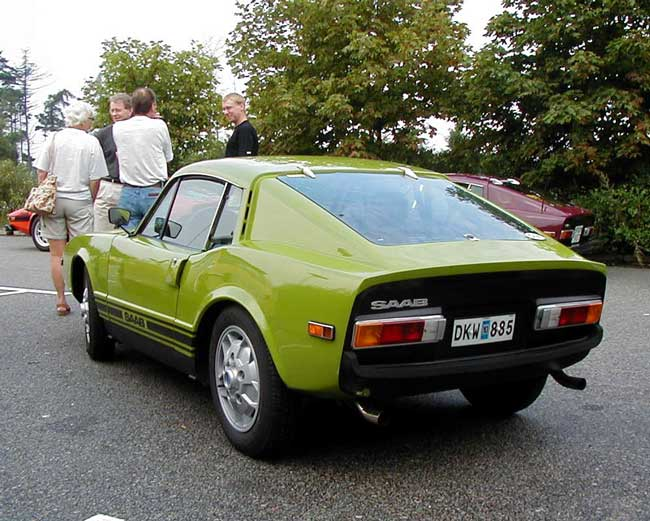
Heck des Sonett III V4
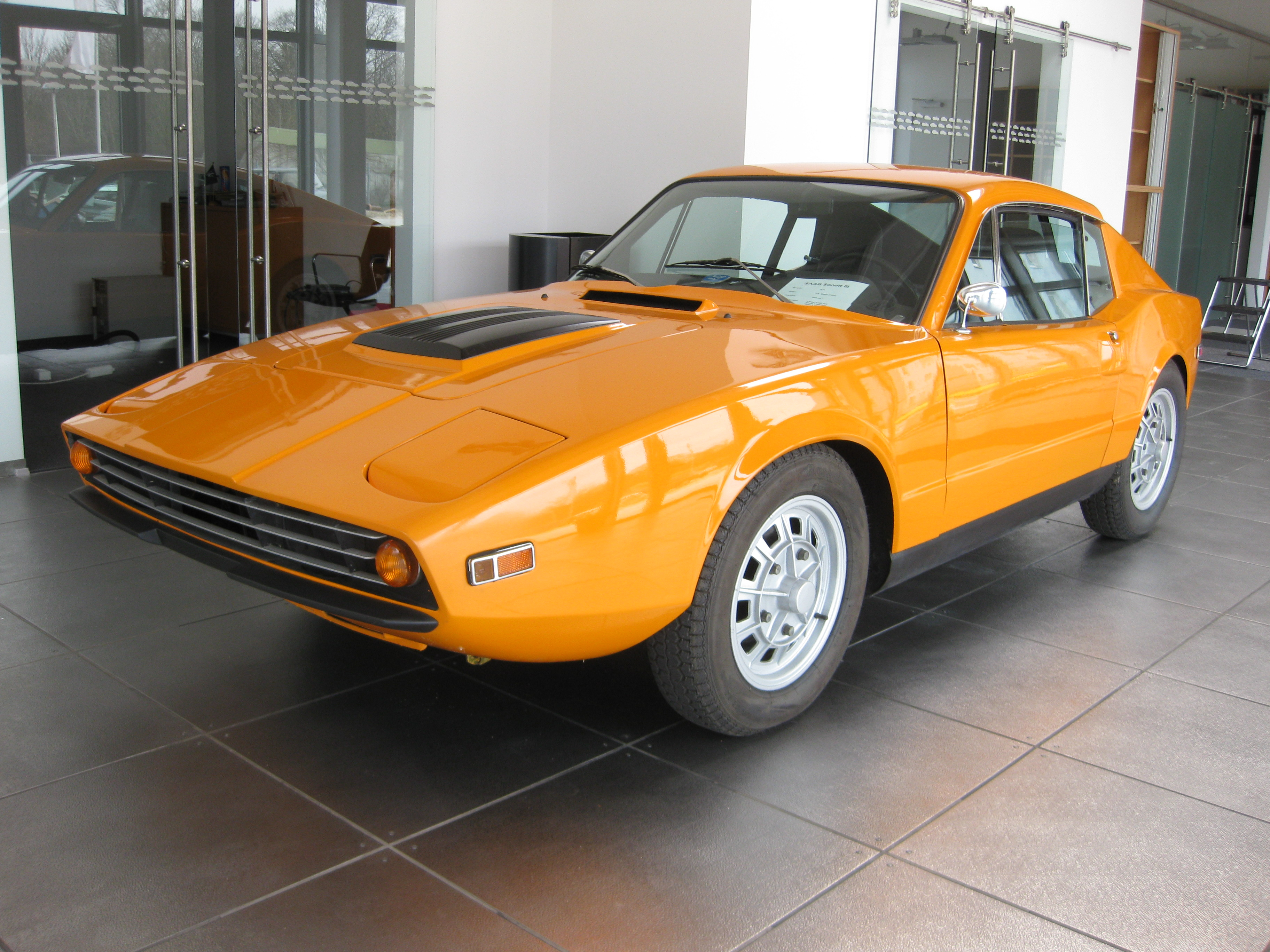
Saab Sonett III (1971)
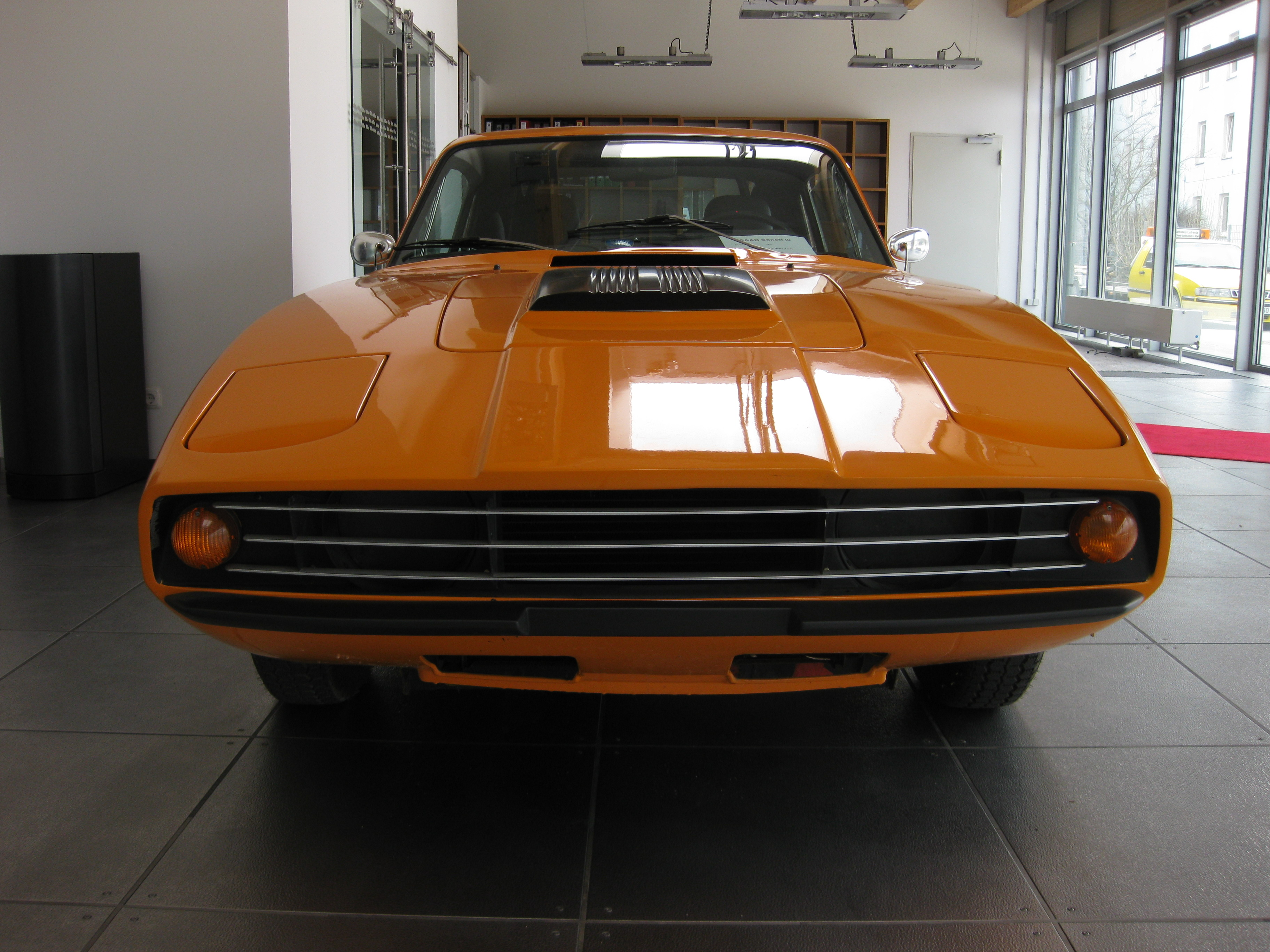
Frontansicht Saab Sonett III
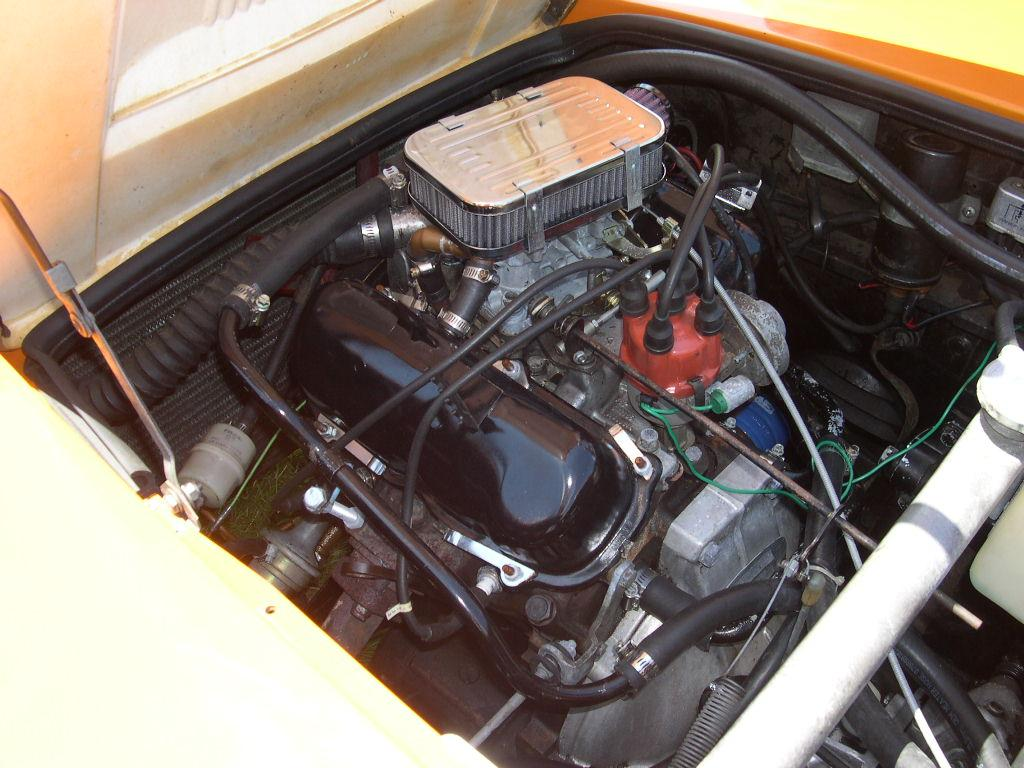
V4 im Sonett III
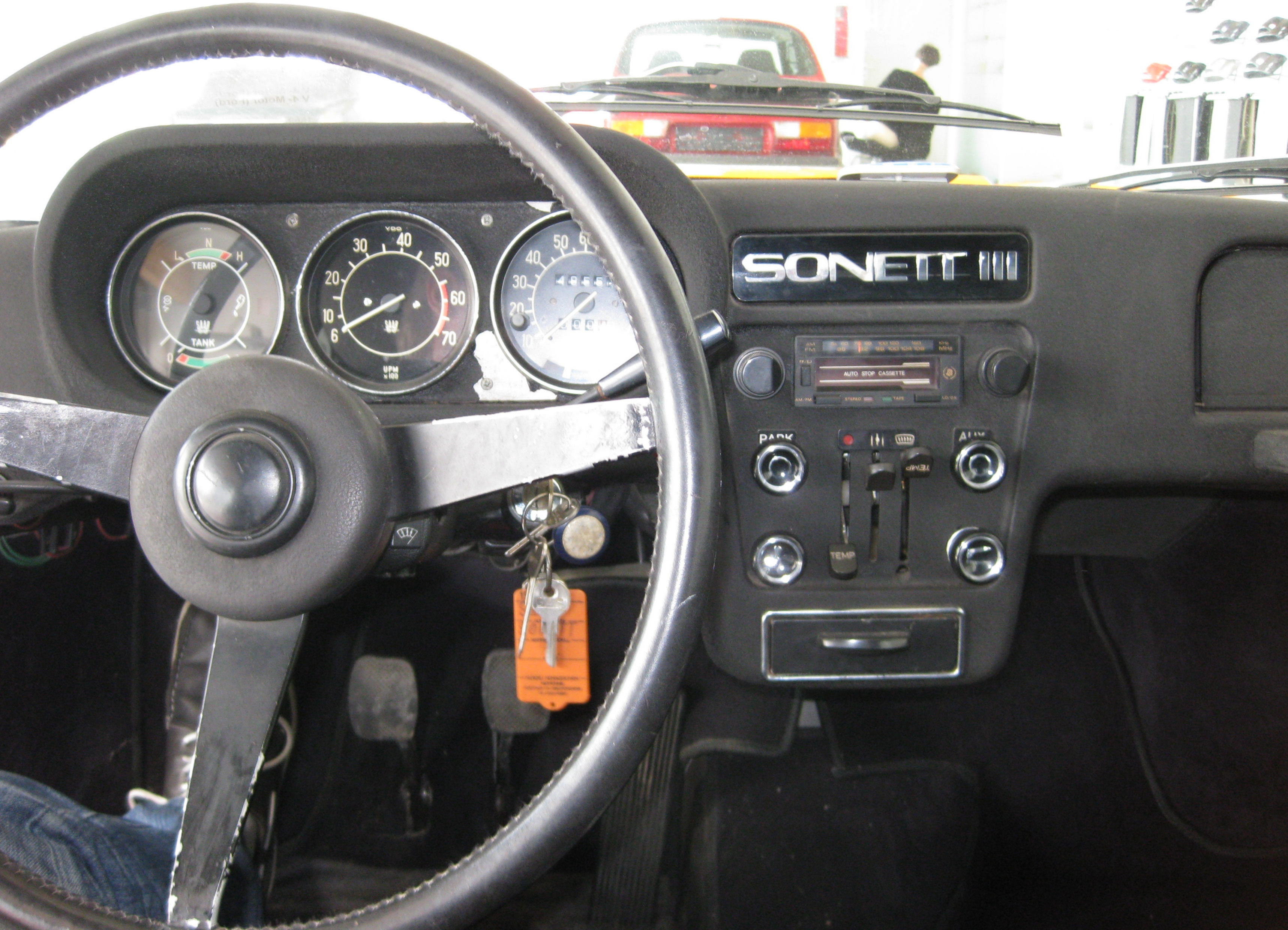
Armaturentafel Sonett III